# Baulme-la-Roche
Baulme-la-Roche település Franciaországban, Côte-d’Or megyében. Lakosainak száma 92 fő (2022. január 1.). Baulme-la-Roche Panges, Savigny-sous-Mâlain, Ancey, Blaisy-Haut és Mâlain községekkel határos.

## Népesség
A település népességének változása:
| Lakosok száma | 106  | 88   | 100  | 121  | 111  | 99   | 90   | 85   | 87   | 92   |
|               | 1968 | 1982 | 1990 | 2006 | 2013 | 2015 | 2017 | 2019 | 2020 | 2022 |